# Ружичкова, Гана
Гана Ружичкова (чеш. Hana Růžičková, род. 18 февраля 1941, Тршеботов, Протекторат Богемии и Моравии — 29 мая 1981, Прага, ЧССР) — чехословацкая спортивная гимнастка. Двукратная серебряная медалистка Олимпийских игр в командном многоборье (1960, 1964).

## Биография
На Олимпийских играх 1960 года в Риме завоевала с командой ЧССР серебро в командном многоборье. При этом в личном зачёте (в личном многоборье) заняла 33-е место, ни в один из финалов в отдельных видах не вышла.
В 1962 году стала обладательницей командного серебра (также в составе команды ЧССР) на чемпионате мира в Праге.
На Олимпийских играх 1964 года в Токио снова завоевала с командой ЧССР серебро в командном многоборье. При этом в личном зачёте (в личном многоборье) заняла 5-е место, а также с 4-м результатом на бревне вышла в финал в этом отдельном виде. В финале на бревне стала 5-й.